# Thomas von Danwitz
Thomas von Danwitz (* 2. května 1962 Bedburg) je německý právník, soudce a vysokoškolský pedagog. 

## Život a kariéra
Studoval na Rheinische Friedrich-Wilhelms Universität Bonn, kde v roce 1986 složil první státní zkoušku v oboru právo, a na Université de Genève. Na Rheinische Friedrich Wilhelms-Universität Bonn obhájil disertační práci a v roce 1988 mu byl tamtéž udělen titul doktor práv. Na École nationale d’administration získal Thomas von Danwitz v roce 1990 mezinárodní diplom v oboru veřejné správy. 
V roce 1992 ukončil přípravnou právní praxi v Kolíně nad Rýnem složením druhé státní zkoušky v oboru právo. V roce 1996 byl na Rheinische Friedrich-Wilhelms-Universität Bonn habilitován a na této univerzitě pracoval jako vědecký pracovník. Svoji výzkumnou činnost zaměřoval Thomas von Danwitz především na německé veřejné právo a evropské právo a tyto obory v letech 1996 až 2003 vyučoval jako profesor na Ruhr-Universität Bochum, kde v letech 2000 až 2001 zastával funkci děkana právnické fakulty. V letech 2003 až 2006 vyučoval na Universität zu Köln a v roce 2006 se stal ředitelem Institutu pro veřejné právo a správní vědu. V rámci akademické činnosti působil v roce 2000 coby hostující profesor na Fletcher School of Law and Diplomacy na Tufts University v USA, v letech 2001 až 2006 ve Francii – na Université François Rabelais de Tours a v letech 2005 až 2006 na Université de Paris I Panthéon-Sorbonne. V roce 2005 absolvoval stáž na University of California v Berkeley ve Spojených státech, v jejímž rámci se věnoval výuce a výzkumu. V roce 2004 se stal členem správní rady Stálé delegace spolku německých právníků (Ständige Deputation des Deutschen Juristentags), kde působil do roku 2014.
Soudcem Soudního dvora Evropské unie byl Thomas von Danwitz jmenován 7. října 2006. Svými kolegy byl zvolen předsedou senátu Soudního dvora a tuto funkci zastával od 9. října 2012 do 6. října 2018. Na období od 8. října 2024 do 6. října 2027 byl zvolen místopředsedou Soudního dvora.